# Nova Bíblia do rei Jaime

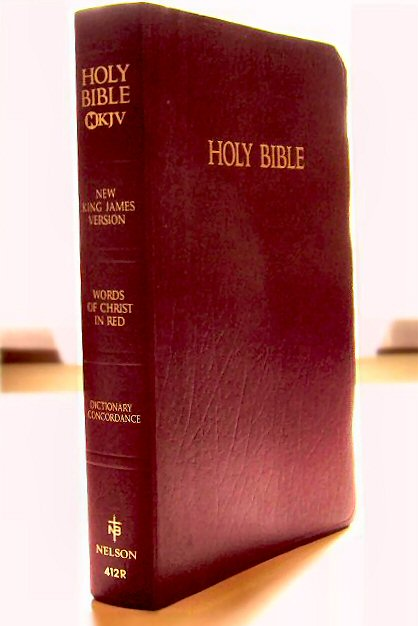

A New King James Version (Nova Versão do Rei Jaime), (NKJV), é uma tradução moderna da Bíblia publicada por Thomas Nelson, Inc. O Novo Testamento foi publicado em 1979. Os Salmos em 1980. A bíblia completa foi publicada em 1982. Tomou um total de 7 anos para completar-se. A edição anglicana foi conhecida originalmente como a Revised Authorized Version (Versão Autorizada e Revisada), mas o título NKJV agora se usa universalmente.
A NKJV publicou-se em três etapas:
- A Nova Versão da Bíblia do Rei Jacobo, o Novo Testamento, 1979
- A Nova Bíblia do Rei Jacobo, o Novo Testamento e os Salmos; 1980
- A Nova Versão do Rei Jacobo da Bíblia, que contém o Antigo e o Novo Testamento; 1982

Os Gideões Internacionais, são uma organização que coloca Bíblias em hotéis e hospitais, eles utilizam a tradução NKJV.